# Польський Гамлет. Портрет Олександра Велопольського
«Польський Гамлет. Портрет Олександра Велопольського» — картина Яцека Мальчевського, написана у 1903. Зображує алегоричного онука Олександра Велопольського і два різних бачення долі польського народу.

## Опис
Польський Гамлет знаходиться в колекції Національного музею у Варшаві.
Портрет Олександра Велопольського написаний у 1903 році, і є одним з найвідоміших творів Яцека Мальчевського. Велопольский, польський політик, член уряду Королівства, на початку 1860-х років намагався маневрувати між інтересами окупантів і польського населення. Фігура розташована в центрі композиції, в оточенні двох жінок. Олександр одягнений у жовто-зелене і підперезаний мішечком, в якому замість куль — тюбики з фарбою. Герой задумливо тягне за пелюстки ромашку.

## Аналіз
Картина є символічниою та патріотичною, це можна побачити декількома способами.
Жінки, розміщені на обох сторонах картини є алегорією двох різних баченнь долі батьківщини. Розташована праворуч літня жінка з білим волоссям, одягнена в темні мантії, на її обличчі — вираз смутку, відчаю і усвідомлення свого становища. Вона втілює в собі Польщу поневолену.
Лівіоруч — молода дівчина, напівоголена, в момент розриву пут. Вона сповнена енергії. Вона символізує «Молоду Польщу» — здатну до дії.
Зображення може бути інтерпретоване як вибір правильного шляху і майбутньої долї Батьківщини на початку нового століття. Ця дилема явно співвідноситься з головним героєм Гамлета, драми Вільяма Шекспіра. Олександр Велопольський є прикладом особи, котра робить важке рішення.
Робота є виразом турботи про майбутнє Польщі.